# Hafnarfjarðarkaupstaður
Hafnarfjarðarkaupstaður is een gemeente in het zuidwesten van IJsland in de regio Höfuðborgarsvæðið. De gemeente heeft 23.674 inwoners en een oppervlakte van 143 km². De stad Hafnarfjörður ligt in deze gemeente.
Reykjavíkurborg · Kópavogsbær · Seltjarnarnesbær · Garðabær · Hafnarfjarðarkaupstaður · Álftanes · Mosfellsbær · Kjósarhreppur